# Fleury, Manche

Fleury este o comună în departamentul Manche, Franța. În 1 ianuarie 2022 avea o populație de 1.085 de locuitori.